# Steven Lustü
Steven Lustü (Vordingborg, 13 de abril de 1971) é um ex-futebolista profissional dinamarquês, que atuava como como zagueiro central.

## Carreira

### Næstved IF
Lustü começou a carreira em 1991, no Næstved, equipe pequena de seu país. As suas atuações chamaram a atenção do Herfølge, que o contratou em 1993.
Após passar sete anos nos Hærfuglene, ele foi contratado pelo AB no ano de 2000, mas ficou apenas um ano e acabou tendo seu contrato invalidado em 2001. Nesse mesmo ano assinou com o Lyn, ficando durante quatro anos nos tricolores.

### Fim de carreira
Lustü assinou contrato com o Silkeborg, no ano de 2006. Conseguiu fazer a equipe subir de divisão em 2009, e em 6 de dezembro do mesmo ano, disputou a sua derradeira partida, contra o Brøndby, e sua equipe venceu por 3 a 0, fazendo com que o zagueiro, aos 38 anos de idade, se despedisse de forma honrosa.

## Carreira na Seleção
Ele foi convocado pela primeira vez para a Seleção Dinamarquesa no ano de 2000, e disputou a Copa de 2002. Após a não-classificação para a Copa de 2006, Lustü optou por abandonar a carreira internacional.